# Biroia sarothriceps
Biroia sarothriceps är en stekelart som beskrevs av Günther Enderlein 1920. Biroia sarothriceps ingår i släktet Biroia och familjen bracksteklar. Inga underarter finns listade.